# アルマン・アルベール・ラトゥー
アルマン・アルベール・ラトゥー（Armand Albert Rateau, 1882年1月24日 - 1938年2月24日）は、フランスの家具職人、インテリアデザイナー。
2006年発刊のグローブ装飾芸術百科辞典（Grove Encyclopedia ）には"上流社会向けの高級家具を製作した最も著名な人物"、とあり、アーキテクチャル・ダイジェスト（Architectural Digest）においては”1920年代の最もすばらしいインテリアデザイナー”と記述している。業績には自身製作の銅製の家具とジャンヌ・ランバンのアパルトマンを装飾したことが挙げられる。

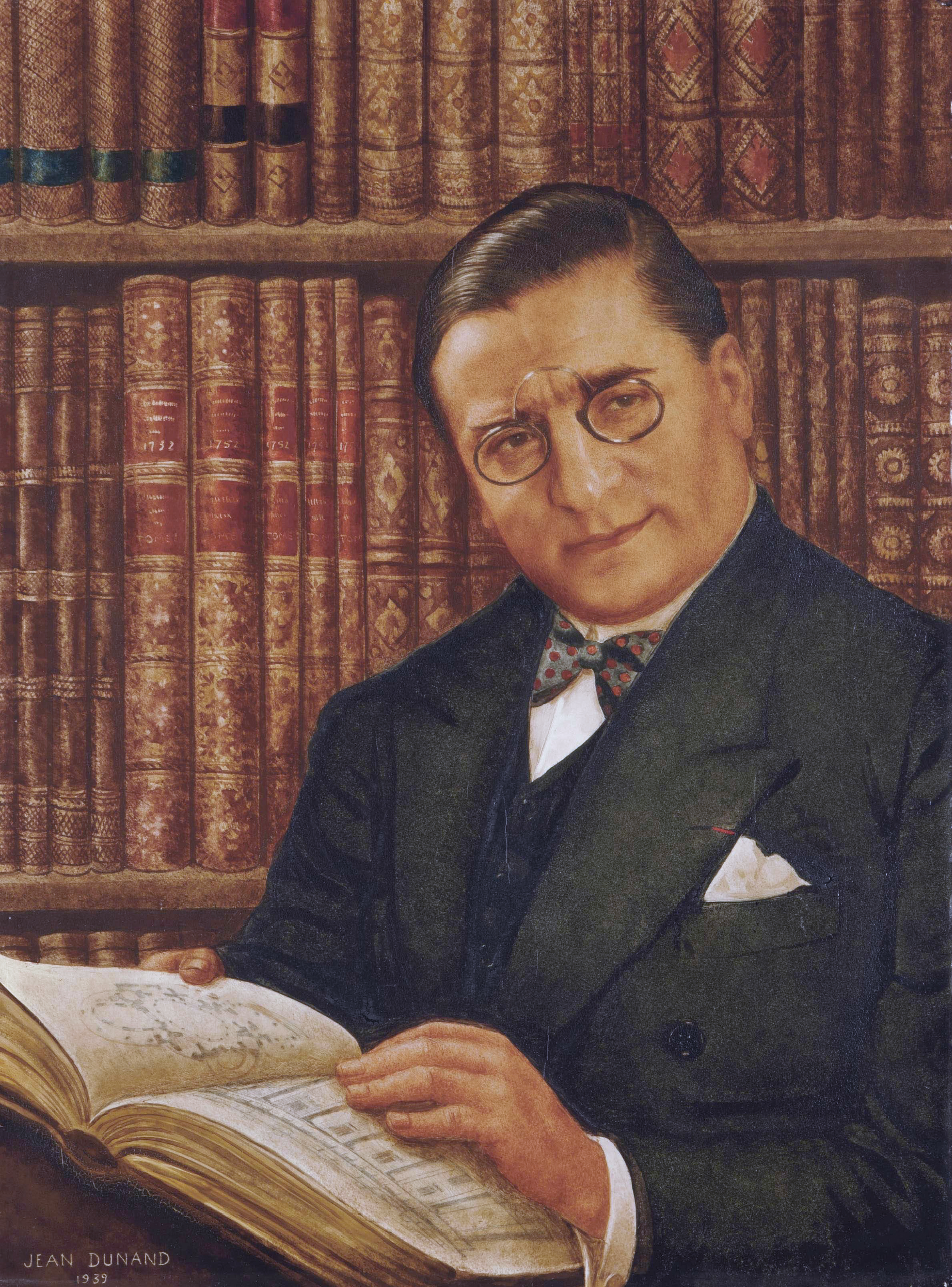
『図書室のアルマン・アルベール・ラトゥー』、ジャン・デュナン作、1939年

## 生涯
1882年生まれ。エコール・ブール国立工芸学校で腕を磨いた。1914年に友人と修学旅行でナポリとポンペイを訪れそこで博物館や古代遺跡を訪れた。
有名デザイナーのジョルジュ・エンシェルの下で仕事を始め、彼の古典様式を学んだ。
ラトゥーが23歳の時、アラヴォワーヌ社の芸術責任者を務めた。そこはパリで最も注目された装飾を手掛けていた会社であった。1919年、Hoentschel と Alavoineの経験から学んだ、古典的様式美に根ざした製作で評判を得て、そして彼は自分の仕事を始めた。
最初の重要な依頼はアメリカからだった。その仕事とは銀行家ブルーメンタール夫妻（ジョージ・ブルーメンタール、フローレンス・メイヤー・ブルーメンタール）の邸宅にプールを備え付ける仕事であった。そこで彼は1914年の旅で見たものをテーマにラトゥーと言えば銅製装飾品、と連想させる仕事に取りかかる。
1920年、フランス人クチュリエ、ジャンヌ・ランバンのアパルトマンの再設計に携わり、そのすぐ後に第17代アルバ公爵夫人マリア・デル・ロサリオからの依頼に答えた。
こうしてラトゥーはアール・デコとその装飾ブームの中心人物となった。彼の主題はエジプト調のデザインを起因に置いていた。
ランバンとは仕事を通じて親友となり、ランバンのスポーツ関連の仕事や、ランバンの香水アルページュを手掛けたりもした。

## 遺構

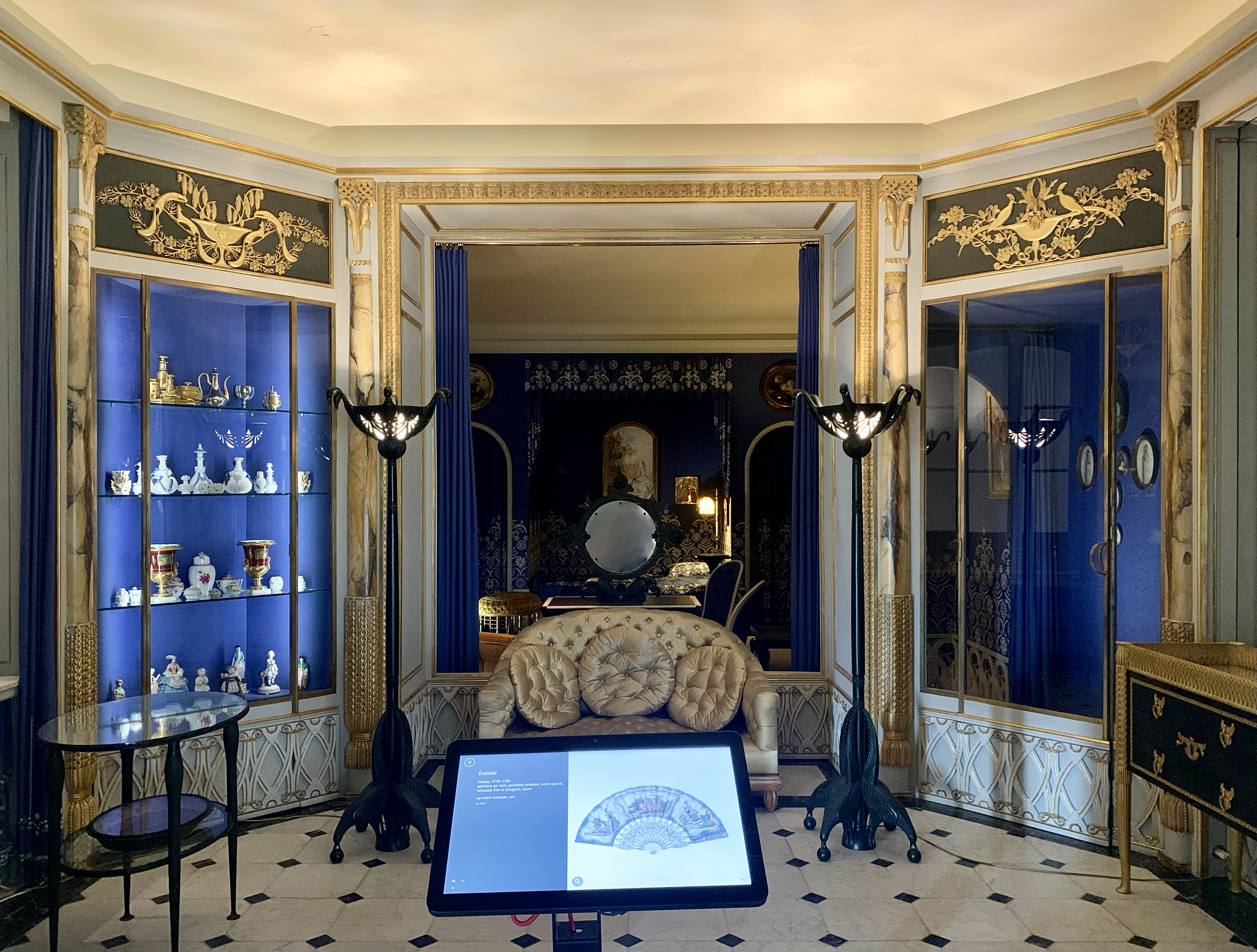
アパルトマンの婦人室の一角、

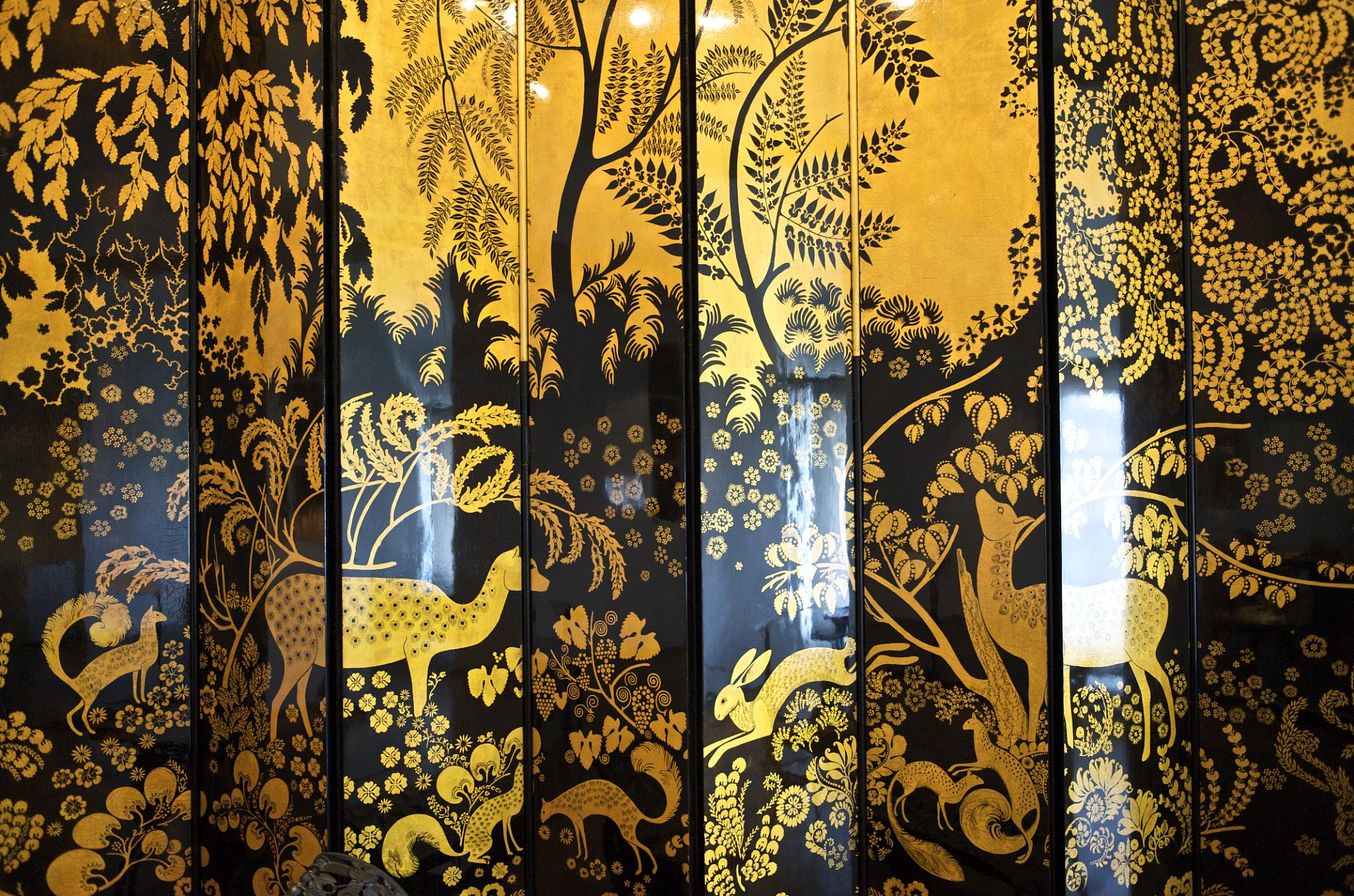
屏風、1921-1922年作、ラッカー

パリのrue Barbet-de-Jouy通り沿いにあるランバンのアパルトマンの1928年に作られた装飾品は Prince Louis de Polignacによって1960年にパリ装飾芸術美術館（en:Musee des Arts Decoratifs, Paris）に寄贈された。

## 受賞
- レジオンドヌール勲章、シュバリエ、1926年[1]